# Acanthomysis rotundicauda
Acanthomysis rotundicauda är en kräftdjursart som beskrevs av Liu och Wang 1980. Acanthomysis rotundicauda ingår i släktet Acanthomysis och familjen Mysidae. Inga underarter finns listade i Catalogue of Life.